# IEEE Medal of Honor
Die IEEE Medal of Honor ist die höchste Auszeichnung des Institute of Electrical and Electronics Engineers (IEEE), welche im Bereich Informations- und Elektrotechnik für außergewöhnliche Arbeiten und Karrieren seit 1917 jährlich vergeben wird. Die Auszeichnung besteht aus einer Medaille aus Bronze, einem Zertifikat und einer Dotierung. Sie wird nur an einzelne Personen vergeben oder eine Gruppe von höchstens drei Personen.
Die Auszeichnung stellt die Weiterführung der bis 1962 vom Institute of Radio Engineers (IRE) vergebenen IRE Medal of Honor dar. Die IEEE entstand Anfang 1963 aus dem Zusammenschluss der beiden amerikanischen Ingenieursverbände American Institute of Electrical Engineers (AIEE) und IRE.

## Preisträger
- 1917: Edwin Howard Armstrong
- 1918: Keine Auszeichnung
- 1919: Ernst Fredrik Werner Alexanderson
- 1920: Guglielmo Marconi
- 1921: Reginald Fessenden
- 1922: Lee De Forest
- 1923: John Stone Stone
- 1924: Mihajlo Pupin
- 1926: Greenleaf Whittier Pickard
- 1927: Louis W. Austin
- 1928: Jonathan Zenneck
- 1929: George W. Pierce
- 1930: Peder Oluf Pedersen
- 1931: Gustave-Auguste Ferrié
- 1932: Arthur Edwin Kennelly
- 1933: John Ambrose Fleming
- 1934: Stanford C. Hooper
- 1935: Balthasar van der Pol
- 1936: George Ashley Campbell
- 1937: Melville Eastham
- 1938: John Howard Dellinger
- 1939: Albert G. Lee
- 1940: Lloyd Espenschied
- 1941: Alfred N. Goldsmith
- 1942: Albert H. Taylor
- 1943: William Wilson
- 1944: Haraden Pratt
- 1945: Harold Henry Beverage
- 1946: Ralph Hartley
- 1947: Keine Auszeichnung
- 1948: Lawrence C. F. Horle
- 1949: Ralph Bown
- 1950: Frederick Terman
- 1951: Vladimir Zworykin
- 1952: Walter R. G. Baker
- 1953: John Milton Miller
- 1954: William L. Everitt
- 1955: Harald Friis
- 1956: John V. L. Hogan
- 1957: Julius Adams Stratton
- 1958: Albert W. Hull
- 1959: Emory Leon Chaffee
- 1960: Harry Nyquist
- 1961: Ernst A. Guillemin
- 1962: Edward Victor Appleton
- 1963: George C. Southworth
- 1964: Harold Alden Wheeler
- 1965: Keine Auszeichnung
- 1966: Claude Elwood Shannon
- 1967: Charles H. Townes
- 1968: Gordon K. Teal
- 1969: Edward Ginzton
- 1970: Dennis Gábor
- 1971: John Bardeen
- 1972: Jay Wright Forrester
- 1973: Rudolf Kompfner
- 1974: Rudolf Kálmán
- 1975: John R. Pierce
- 1976: Keine Auszeichnung
- 1977: H. Earle Vaughan
- 1978: Robert Noyce
- 1979: Richard Bellman
- 1980: William B. Shockley
- 1981: Sidney Darlington
- 1982: John W. Tukey
- 1983: Nicolaas Bloembergen
- 1984: Norman Ramsey
- 1985: John Roy Whinnery
- 1986: Jack Kilby
- 1987: Paul Christian Lauterbur
- 1988: Calvin Quate
- 1989: C. Kumar N. Patel
- 1990: Robert Gray Gallager
- 1991: Leo Esaki
- 1992: Amos E. Joel
- 1993: Karl Johan Åström
- 1994: Alfred Y. Cho
- 1995: Lotfi Zadeh
- 1996: Robert Metcalfe
- 1997: George H. Heilmeier
- 1998: Donald Pederson
- 1999: Charles Concordia
- 2000: Andrew Grove
- 2001: Herwig Kogelnik
- 2002: Herbert Kroemer
- 2003: Nick Holonyak
- 2004: Tadahiro Sekimoto
- 2005: James L. Flanagan
- 2006: James D. Meindl
- 2007: Thomas Kailath
- 2008: Gordon Moore
- 2009: Robert H. Dennard
- 2010: Andrew J. Viterbi
- 2011: Morris Chang
- 2012: John L. Hennessy
- 2013: Irwin Mark Jacobs
- 2014: B. Jayant Baliga
- 2015: Mildred Dresselhaus
- 2016: G. David Forney
- 2017: Kornelis A. Schouhamer Immink
- 2018: Bradford W. Parkinson
- 2019: Kurt E. Petersen
- 2020: Chenming Hu
- 2021: Jacob Ziv
- 2022: Asad M. Madni
- 2023: Vinton G. Cerf
- 2024: Robert E. Kahn